# اتحاد الجمعيات المستقلة لكرة القدم
اتحاد كرة القدم المستقلة (بالإنجليزية: ConIFA)‏ هي اتحاد جمعيات كرة القدم الذي أنشئ في عام 2013. وهي مكونة من الفرق التي تمثل الدول والتبعيات، والدول غير المعترف بها والأقليات، والشعوب التي لا تنتمي إلى الفيفا. في المستقبل، تأمل المنظمة في تنظيم كأس العالم للمرأة، تحدي الكأس، وكأس السوبر للأندية، وكأس العالم لكرة القدم الشاطئية.

## روابط خارجية
- (بالإنجليزية)